# Pranagozalążkowe
Pranagozalążkowe (Progymnospermophyta) – typ (gromada) roślin kopalnych występujących na Ziemi od dewonu wczesnego do permu. Wyewoluowała prawdopodobnie z trymerofitów i dała początek paprociom nasiennym oraz nagonasiennym lub wszelkim nasiennym. Były to rośliny drzewiaste, o budowie pnia przypominającym nagonasienne, ale rozmnażające się za pomocą zarodników wytwarzanych w jednakowych zarodniach. Ich skamieniałości klasyfikowane są do ok. 30 gatunków, 20 rodzajów, 7 rodzin i dwóch klas.

## Budowa
PokrójRośliny drzewiaste osiągające co najmniej 18 m (Archaeopteris), o pojedynczym, tęgim, prostym pniu osiągającym do 1,5 m średnicy z koroną rozgałęziającą się monopodialnie, ale też należały tu rośliny o pędach rozgałęziających się nieregularnie, także dychotomicznie. W budowie wewnętrznej pędu występował tu zarówno typ: protosteli, aktynosteli, polisteli, jak i nawet eusteli. Głęboko sięgające korzenie głównie i odgałęziające się od nich boczne lub też przybyszowe.
LiścieJeszcze do niedawna opisywane były jako okazałe i pierzaste, przypominające liście paproci, ale po znalezieniu skamieniałości o lepiej zachowanej architekturze okazało się, że za liście złożone uznawano końcowe odgałęzienia pędów z wyrastającymi wzdłuż nich pojedynczymi liśćmi.
ZarodniePowstawały na końcowych odcinkach pędów w całości pokrytych zmodyfikowanymi liśćmi płodnymi z zarodniami lub u nasady z liśćmi płonnymi. Liście płodne były zmodyfikowane, z osadzonymi na nich jednakowymi zarodniami, wytwarzającymi zarodniki jednakowego kształtu i wielkości.

## Systematyka
W obrębie gromady wyróżniane są dwie klasy dzielące się na siedem rzędów:
Gromada: Progymnospermophyta Bold et al.
- klasa: Progymnospermopsida Beck
  - rząd: Aneurophytales Kräusel – aneurofitonowce[3]
  - rząd: Cecropsidales Stubblefield et Rothwell
  - rząd: Protopityales Walton – protopitjowce[3]
  - rząd: Archaeopteridales Arnold – archeopterydowce[3]
- klasa: Noeggerathiopsida Krysht.
  - rząd: Noeggerathiales Darrah
  - rząd: Discinitales Doweld
  - rząd: Tingiales Zimmerm